# Sándor Klein
Sándor Klein (* 19. März 1966 in Budapest) ist ein ungarischer Badmintonspieler. 

## Karriere
Sándor Klein siegte 1982, 1983 und 1984 bei den ungarischen Juniorenmeisterschaften, wobei er jeweils einen Titel im Doppel, Einzel und Mixed gewinnen konnte. 1990 wurde er nationaler Titelträger bei den Erwachsenen im Herrendoppel mit Csaba Beleczki.

## Sportliche Erfolge
| Saison | Veranstaltung                              | Disziplin    | Platz | Name                          |
| ------ | ------------------------------------------ | ------------ | ----- | ----------------------------- |
| 1982   | Ungarn: Einzelmeisterschaften der Junioren | Herrendoppel | 1     | Sandor Klein / Tamas Tenyeri  |
| 1983   | Ungarn: Einzelmeisterschaften der Junioren | Herreneinzel | 1     | Sándor Klein                  |
| 1984   | Ungarn: Einzelmeisterschaften der Junioren | Mixed        | 1     | Sándor Klein / Eva Csikos     |
| 1984   | Ungarn: Einzelmeisterschaften der Junioren | Herreneinzel | 1     | Sándor Klein                  |
| 1990   | Ungarn: Einzelmeisterschaften              | Herrendoppel | 1     | Sándor Klein / Csaba Béleczki |

## Referenzen
- Ki kicsoda a magyar sportéletben? Band 2 (I–R). Szekszárd, Babits Kiadó, 1995. ISBN 963-495-011-6

| Personendaten    | Personendaten                |
| ---------------- | ---------------------------- |
| NAME             | Klein, Sándor                |
| KURZBESCHREIBUNG | ungarischer Badmintonspieler |
| GEBURTSDATUM     | 19. März 1966                |
| GEBURTSORT       | Budapest                     |